# 래윈 코넬

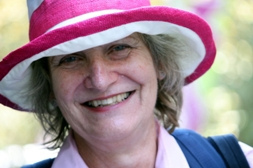
래윈 코넬.

래윈 코넬(영어: Raewyn Connell, 1944년 1월 3일~)은 오스트레일리아의 사회학자이다. 남성성과 남성학권위자이다. 본명은 로버트 윌리엄 "밥" 코넬(Robert William "Bob" Connell)이다. 현재 시드니 대학교의 교수이다.